# Willie O’Dea

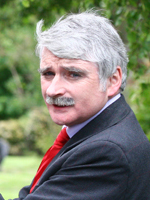
Willie O’Dea, 2009

Willie O’Dea (irisch Liam Ó Deaghaidh, * 1. November 1952 in Limerick) ist ein irischer Politiker der Fianna Fáil und war von 2004 bis 2010 Verteidigungsminister der Republik Irland.
O’Dea besuchte das Patrician Brothers College in Ballyfin, County Laois, studierte Jura am University College Dublin und später am King’s Inns. Im Februar 1982 wurde der vormals als Barrister tätige O’Dea erstmals in den Dáil Éireann gewählt und konnte seinen Sitz als Teachta Dála in allen folgenden Wahlen verteidigen. Bevor O’Dea am 29. September 2004 Verteidigungsminister wurde, hatte er bereits mehrmals den Posten eines Staatsministers inne. So war er von 1992 bis 1994 Staatsminister im Justiz- sowie von 1997 bis 2002 im Bildungsministerium, und danach erneut im Justizministerium von 2002 bis zu seiner Ernennung zum Verteidigungsminister 2004. Nach seiner Wiederwahl in den Dáil Éireann 2007 behielt er auch in der neuen Regierung den Posten des Verteidigungsministers. Im Februar 2010 musste O’Dea als Minister zurücktreten, nachdem er der Falschaussage überführt wurde.
Mit seiner Wiederwahl als Teachta Dála bei den Wahlen 2024 ist er das dienstälteste Mitglied des irischen Unterhauses (Father of the Dáil).
O’Dea ist verheiratet. Er schreibt regelmäßig für den Sunday Independent sowie gelegentlich für andere nationale Zeitungen.